# Spedizione della Fram

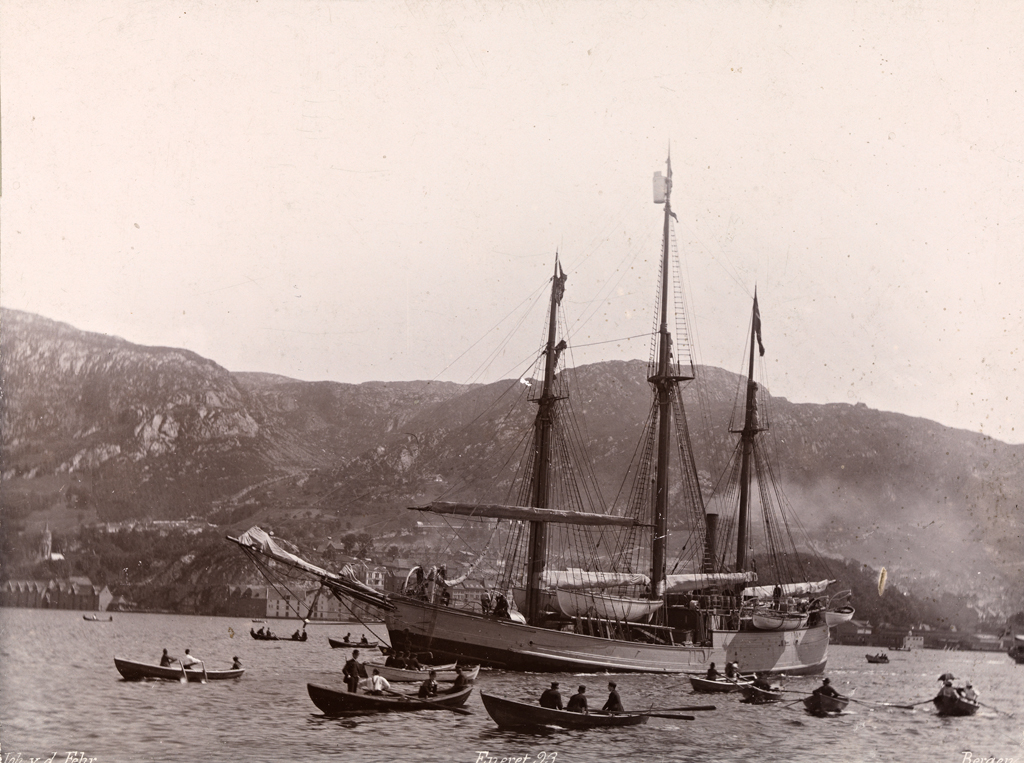
La Fram salpa da Bergen il 2 luglio 1893, diretta al Mar Glaciale Artico

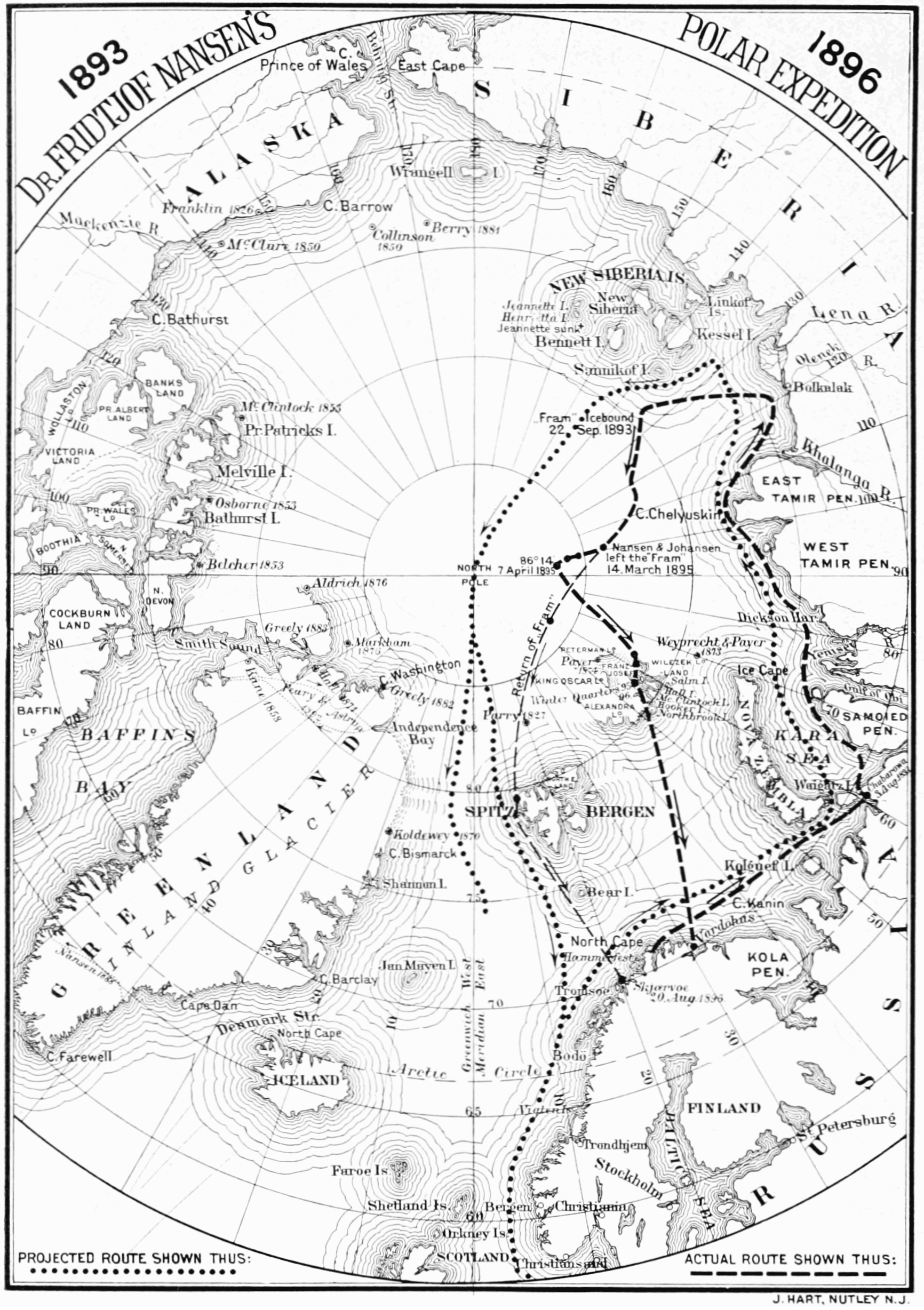
Mappa del tempo raffigurante le regioni attraversate dalla spedizione

La spedizione di Nansen sulla Fram fu un tentativo del 1893–1896 da parte dell'esploratore norvegese Fridtjof Nansen di raggiungere il Polo nord. Nonostante le critiche di altri esploratori polari, Nansen portò la sua nave Fram alle Isole della Nuova Siberia nel Mar Glaciale Artico orientale, la fece incagliare dal pack ed attese che la deriva la trasportasse verso il polo. Impaziente per la bassa velocità ed il carattere irregolare della deriva, dopo 18 mesi Nansen ed un compagno di sua scelta, Fredrik Hjalmar Johansen, abbandonarono la nave con un gruppo di cani e slitte dirigendosi verso il polo. Non lo raggiunsero, ma stabilirono un nuovo primato di Farthest North a 86°13.6′N prima di compiere una lunga ritirata per rifugiarsi nella Terra di Francesco Giuseppe. Nel frattempo la Fram aveva continuato ad andare alla deriva verso ovest, entrando infine nell'oceano Atlantico.
L'idea di una spedizione nacque quando, nel 1884, furono scoperti al largo della Groenlandia occidentale oggetti della nave statunitense Jeannette, affondata al largo della costa siberiana nel 1881. Il relitto era stato quindi trasportato per tutto il mar glaciale artico, forse passando dal polo stesso. Basandosi su questo e su altri relitti recuperati lungo la costa della Groenlandia, il meteorologo Henrik Mohn sviluppò la teoria della deriva transpolare, che convinse Nansen del fatto che una nave speciale potesse venire intrappolata dai ghiacci e seguire lo stesso tracciato della Jeannette, avvicinandosi quindi al polo.
Nansen supervisionò la costruzione di un vascello con scafo arrotondato ed altre caratteristiche studiate per resistere alla prolungata pressione del ghiaccio. La nave fu raramente minacciata durante la lunga prigionia e ne uscì indenne dopo tre anni. Le osservazioni scientifiche svolte in questo periodo portarono molto materiale alla neonata scienza dell'oceanografia, che poi divenne il fulcro del lavoro scientifico di Nansen. La deriva della Fram ed il viaggio in slitta di Nansen dimostrarono che non c'erano terre significativamente grandi tra il continente eurasiatico ed il polo nord, e confermò l'ipotesi secondo cui la regione artica fosse un mare coperto da spesso ghiaccio. Nonostante Nansen si sia ritirato dalle esplorazioni dopo questa avventura, i metodi di viaggio e sopravvivenza che sviluppò con Johansen influenzarono le successive spedizioni polari in Artide e Antartide per almeno 30 anni.

## Contesto storico

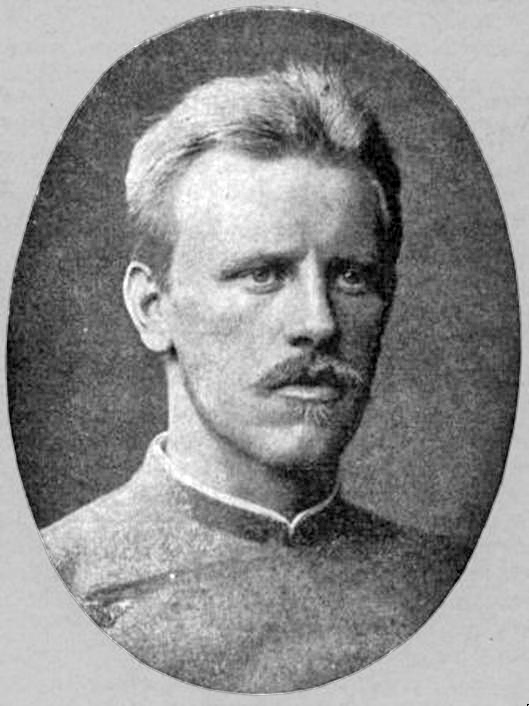
Fridtjof Nansen al tempo dell'attraversamento della Groenlandia

Nel settembre 1879 la Jeannette, una ex-cannoniera della Royal Navy riadattata dalla US Navy per l'esplorazione artica e comandata da George Washington DeLong, entrò nel pack a nord dello stretto di Bering. Rimase intrappolata tra i ghiacci per circa due anni, andando alla deriva nei pressi delle isole della Nuova Siberia prima di venire schiacciata e di affondare il 13 giugno 1881. L'equipaggio fuggì a bordo di scialuppe dirette alla costa siberiana; buona parte di loro, compreso DeLong, morì durante la permanenza nel delta del Lena. Tre anni dopo i detriti della Jeannette apparvero dall'altra parte del mondo, nei pressi di Julianehaab lungo la costa sudoccidentale della Groenlandia. Tra questi oggetti, inglobati nel ghiaccio alla deriva, c'erano i vestiti con i nomi dei membri dell'equipaggio ed i documenti firmati da DeLong, senza dubbio originali.
Durante una conferenza tenuta nel 1884 presso la Accademia norvegese delle scienze e delle lettere, il dottor Henrik Mohn, uno dei fondatori della meteorologia moderna, sostenne che il ritrovamento dei pezzi della Jeannette dimostrava l'esistenza di una corrente oceanica lungo la tratta est-ovest per tutto il Mar Glaciale Artico. Il governatore danese di Julianehaab, scrivendo riguardo al ritrovamento, ipotizzò che una spedizione incagliata nei ghiacci siberiani potesse, se la nave si fosse dimostrata abbastanza resistente, attraversare l'oceano polare giungendo in Groenlandia meridionale. Queste teorie furono lette con interesse dal ventitreenne Fridtjof Nansen, allora curatore del museo di Bergen durante il proprio dottorato. Nansen era già affascinato dai ghiacci settentrionali; due anni prima aveva effettuato un viaggio di quattro mesi sulla Viking, durante il quale rimasero intrappolati tra i ghiacci per tre settimane. Da esperto sciatore, Nansen stava progettando di guidare il primo attraversamento della calotta glaciale della Groenlandia, obiettivo rimandato a causa dei propri studi ma svolto con successo nel 1888–1889. Per tutti questi anni Nansen ricordò la teoria della deriva artica est-ovest e le sue implicazioni per l'esplorazione polare, e poco dopo il ritorno dalla Groenlandia era pronto per annunciare il proprio progetto.

## Preparativi

### Progetto

Il Mar Glaciale Artico, raffigurante un ipotetico tragitto di deriva dalle isole della Nuova Siberia all'oceano Atlantico

Nel febbraio 1890 Nansen partecipò ad un incontro della Norwegian Geographical Society ad Oslo (allora chiamata Christiania). Dopo aver posto l'attenzione sui fallimenti delle molte spedizioni che avevano puntato al polo nord da ovest, considerò le implicazioni della scoperta dei relitti della Jeannette e di altri oggetti dalla Siberia o dall'Alaska rinvenuti in Groenlandia. "Mettendo insieme tutto questo", disse Nansen, "siamo portati alla conclusione che una corrente scorre... dal Mare Artico Siberiano fino alla costa orientale della Groenlandia", probabilmente attraversando il polo. Sembrava che la cosa più ovvia da fare fosse "entrare in questa corrente da quel lato del polo dove la corrente scorre verso nord, e con il suo aiuto entrare in quelle regioni irraggiungibili per tutti quelli che ci hanno provato".
Il progetto di Nansen richiedeva una nave piccola e maneggevole dotata di vele e di un motore, in grado di trasportare carburante e provviste per dodici uomini per cinque anni. Il vascello avrebbe seguito la rotta della Jeannette fino alle isole della Nuova Siberia, e nei pressi del naufragio della Jeannette, quando le condizioni del ghiaccio erano ideali, "ci faremo strada in mezzo al ghiaccio per quanto possibile". La nave sarebbe quindi andata alla deriva col ghiaccio verso il polo per poi raggiungere il mare tra la Groenlandia e Spitsbergen. Se la nave fosse affondata, ipotesi molto remota secondo Nansen, il gruppo si sarebbe accampato su una lastra di ghiaccio. Nansen disse: "Se la spedizione della Jeannette avesse avuto sufficienti provviste, e se fosse rimasta sul ghiaccio in cui sono stati trovati i relitti, l'epilogo sarebbe stato sicuramente molto diverso".
Quando il progetto di Nansen divenne di pubblico dominio il The New York Times fu entusiasta, ritenendo "molto probabile che ci sia una via relativamente corta e diretta nel Mar Glaciale Artico attraverso il polo, e che la stessa natura abbia fornito un mezzo di comunicazione lungo questa rotta". Nonostante questo, buona parte degli esploratori esperti erano restii a credere all'impresa. Lo statunitense Adolphus Greely lo definì "uno schema illogico di autodistruzione"; il suo assistente, il tenente David Brainerd, lo definì "uno dei progetti più sconsiderati mai intrapresi", e ne predisse il disastro finale. Sir Allen Young, veterano delle ricerche della spedizione perduta di Franklin, non credeva che si potesse costruire una piccola nave in grado di resistere alla pressione del ghiaccio: "Se non si formano onde il ghiaccio deve passarci attraverso, qualunque sia il materiale di cui è fatta". Sir Joseph Hooker, che aveva navigato con James Clark Ross nel 1839–1843, fu della stessa opinione, e pensava che non valesse la pena di assumersi tali rischi. Di parere contrario fu Sir Leopold McClintock, il quale definì il progetto di Nansen "il progetto più avventuroso mai messo in campo della Royal Geographical Society". Il filantropo svedese Oscar ***son, che aveva finanziato nel 1878–1879 la conquista del Passaggio a nord-est da parte del barone Nordenskiöld, fu talmente impressionato da offrirsi di sobbarcarsi i costi. Con la crescita del nazionalismo norvegese, questa mossa della collega Svezia provocò ostilità nella stampa norvegese; Nansen decise di basarsi solo sul sostegno norvegese e rifiutò la proposta di ***son.

### Finanziamento
La stima iniziale dei costi effettuata da Nansen ammontava a 300 000 corone norvegesi. Dopo un appassionato discorso davanti al parlamento norvegese, Nansen ricevette 200 000 corone; il resto giunse da finanziamenti privati tra cui 20 000 corone da re Oscar II di Norvegia Svezia. La Royal Geographical Society di Londra diede 300 sterline (circa 6 000 corone). Sfortunatamente Nansen aveva sottostimato i costi; la sola nave costò più di quanto aveva a disposizione. Una nuova richiesta allo Storting (il parlamento norvegese) gli permise di ottenere altre 80 000 corone ed un appello nazionale racimolò altri 445 000 corone. Secondo il racconto dello stesso Nansen, ci mise di tasca propria il resto. Il suo biografo Roland Huntford disse che il deficit finale di 12 000 corone fu coperto da due ricchi sostenitori, Axel Heiberg ed un inglese espatriato, Charles ***.

### La nave

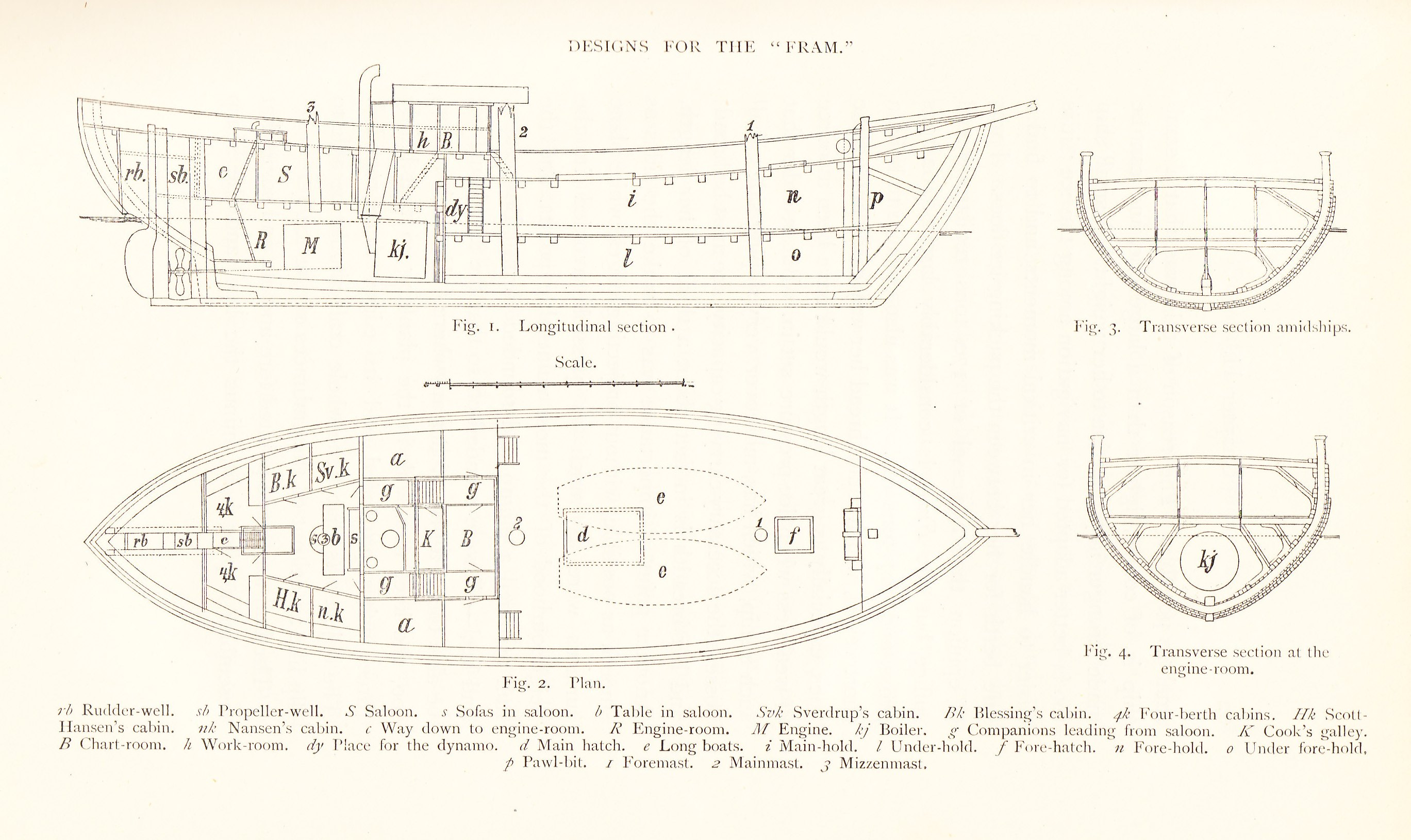
Progetto della Fram, come concordato da Nansen e dall'armatore Colin Archer

Per progettare e costruire la propria nave Nansen scelse Colin Archer, importante armatore ed architetto navale norvegese. Archer era famoso per il progetto di un particolare scafo che univa navigabilità e un limitato pescaggio. Nansen scrisse che Archer aveva redatto "progetto dopo progetto della nave; un modello dopo l'altro furono prodotti ed abbandonati". Alla fine si trovò l'accordo su un progetto ed il 9 giugno 1891 i due firmarono il contratto.
Nansen avrebbe voluto la nave nel giro di un anno; era ansioso di partire prima che qualcuno potesse rubargli l'idea e batterlo sul tempo. La più importante caratteristica esterna della nave fu lo scafo arrotondato, progettato in modo da non fornire appigli al ghiaccio. Prua, poppa e chiglia furono arrotondate, così come i fianchi tanto che, per usare le parole di Nansen, la nave sarebbe "scivolata come un'anguilla dall'abbraccio del ghiaccio". Per dargli altra forza lo scafo fu ricoperto di Chlorocardium rodiei sudamericano, il legno più duro a disposizione. I tre strati di legno che formavano lo scafo avevano uno spessore di circa 60–70 cm, che raggiungevano i 125 cm sulla prua, ulteriormente protetta da un palo di ferro sporgente. L'intero scafo era poi rinforzato con bretelle e travi.

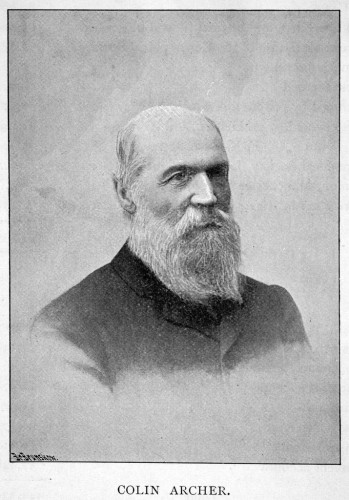
Colin Archer, progettista e costruttore della Fram

La nave fu attrezzata come una scuna a tre alberi, con vele per un totale di 557 m². Il motore ausiliario da 220 cavalli era in grado di far viaggiare la nave a 7 nodi (13 km/h). Velocità e capacità di navigazione erano secondarie rispetto alla capacità di fornire una roccaforte sicura e calda per Nansen ed il suo equipaggio durante una deriva che avrebbe potuto durare per anni, per cui fu posta particolare attenzione all'isolamento delle stanze. Con circa 400 tonnellate di stazza la nave era molto più grande di quanto previsto da Nansen, con una lunghezza totale di 39 metri ed una larghezza di 10,8 metri, una proporzione che gli dava un aspetto tozzo. Questa strana forma fu spiegata da Archer: "Una nave costruita con l'unico obiettivo di adattarsi alle richieste [di Nansen] deve differire da qualsiasi altro vascello conosciuto". Il 6 ottobre 1892, nel cantiere di Archer a Larvik, la nave fu varata dalla moglie di Nansen Eva dopo una breve cerimonia. La nave fu chiamata Fram, che significa "Avanti".

### L'equipaggio
Per la sua spedizione in Groenlandia del 1888–1889 Nansen aveva rinunciato al tradizionale metodo di un ampio personale, tante navi e scorte, preferendo utilizzare un piccolo gruppo ben addestrato. Usando lo stesso principio per il viaggio della Fram, Nansen scelse un gruppo di sole dodici persone scelte tra le migliaia di volontari giunti da tutto il mondo. Uno di coloro che si proposero era il ventenne Roald Amundsen, futuro conquistatore del polo sud, la cui madre lo fermò. Anche l'esploratore inglese Frederick Jackson si presentò, ma Nansen volle solo norvegesi, così Jackson organizzò una propria spedizione nella Terra di Francesco Giuseppe.
Per capitanare la nave e fungere da secondo in comando della spedizione, Nansen scelse Otto Sverdrup, un esperto navigatore che aveva partecipato all'attraversamento della Groenlandia. Theodore Jacobsen, esperto skipper artico di uno sloop, firmò come ufficiale della Fram's, ed il giovane tenente navale Sigurd Scott Hansen si prese in carico le osservazioni meteorologiche e magnetiche. Il dottore della nave e botanico della spedizione fu Henrik Blessing, laureatosi in medicina poco prima della partenza della Fram. Fredrik Hjalmar Johansen, tenente dell'esercito ed esperto guidatore di cani, era talmente deciso ad unirsi alla spedizione che accettò di aggregarsi come fuochista, unico incarico disponibile. Allo stesso modo Adolf Juell, con 20 anni di esperienza in mare come ufficiale e capitano, divenne il cuoco della Fram. Ivar Mogstad era un ufficiale dell'ospedale psichiatrico Gaustad, ma le sue capacità tecniche come tuttofare e meccanico impressionarono Nansen. Il più anziano del gruppo, con i suoi 40 anni, fu il capo ingegnere Anton Amundsen (nessuna parentela con Roald). Al secondo ingegnere Lars Pettersen, che aveva mantenuto segreta con Nansen la sua nazionalità svedese ma che era stato scoperto subito dai colleghi, fu permesso di restare nella spedizione, unico non norvegese a farne parte. I restanti membri dell'equipaggio erano Peter Henriksen, Bernhard Nordahl e Bernt Bentzen, l'ultimo dei quali si unì alla spedizione a Tromsø all'ultimo secondo.

## Il viaggio

Rotte seguite durante la spedizione della Fram del 1893–1896:
Rotta della Fram verso est da Vardø lungo la costa siberiana, virata a nord all'altezza delle isole della Nuova Siberia ed ingresso nel pack, luglio-settembre 1893
Deriva della Fram nel ghiaccio dalle isole della Nuova Siberia a nord ed a ovest fino a Spitsbergen, settembre 1893 – agosto 1896
Marcia di Nansen e Johansen al Farthest North, 86°13.6′N, e successivo ritorno a Capo Flora nella Terra di Francesco Giuseppe, marzo 1895 – giugno 1896
Ritorno di Nansen e Johansen a Vardø da Capo Flora, agosto 1896
Viaggio della Fram da Spitsbergen a Tromsø, agosto 1896

Rotta della Fram verso est da Vardø lungo la costa siberiana, virata a nord all'altezza delle isole della Nuova Siberia ed ingresso nel pack, luglio-settembre 1893
     Deriva della Fram nel ghiaccio dalle isole della Nuova Siberia a nord ed a ovest fino a Spitsbergen, settembre 1893 – agosto 1896
     Marcia di Nansen e Johansen al Farthest North, 86°13.6′N, e successivo ritorno a Capo Flora nella Terra di Francesco Giuseppe, marzo 1895 – giugno 1896
     Ritorno di Nansen e Johansen a Vardø da Capo Flora, agosto 1896
     Viaggio della Fram da Spitsbergen a Tromsø, agosto 1896

### Viaggio fino ai ghiacci
Prima della partenza Nansen decise di modificare il piano originale: invece di seguire la rotta della Jeannette alle isole della Nuova Siberia tramite lo stretto di Bering, avrebbe fatto un viaggio più corto, seguendo il Passaggio a nord-est di Nordenskiöld lungo la costa siberiana. La Fram salpò da Christiania il 24 giugno 1893, salutata da un colpo di cannone e dall'abbraccio di migliaia di cittadini festanti. Fu il primo di una serie di addii mentre la Fram seguiva la costa diretta a nord, giungendo a Bergen il 1º luglio (dove si tenne un grande banchetto in onore di Nansen), a Trondheim il 5 luglio e a Tromsø, a nord del Circolo polare artico, una settimana dopo. L'ultimo porto norvegese visitato fu Vardø, dove la Fram giunse il 18 luglio.
La prima tappa del viaggio verso est condusse la Fram oltre il mare di Barents verso Novaja Zemlja e poi all'insediamento russo settentrionale di Khabarova dove furono imbarcati i primi cani. Il 3 agosto Fram salpò l'ancora e si diresse ad est, entrando il giorno dopo nel mare di Kara. Poche navi avevano navigato in precedenza il mare di Kara, e le mappe erano incomplete. Il 18 agosto, vicino al delta del fiume Enisej, fu scoperta un'isola non mappata cui fu dato il nome di isola di Sverdrup dal nome del comandante della Fram. La Fram ripartì verso la penisola del Tajmyr e capo Čeljuskin, punto più settentrionale del continente eurasiatico. Il ghiaccio rallentò il progredire della spedizione ed alla fine di agosto rimase ferma quattro giorni mentre veniva riparata e pulita la caldaia. L'equipaggio incorse nel fenomeno dell'acqua morta, in cui l'avanzamento della nave viene impedito dalla dissipazione d'energia causata da uno strato di acqua dolce posto sopra all'acqua molto salata. Il 9 settembre si aprì davanti a loro un ampio corridoio di acqua libera dai ghiacci, ed il giorno dopo la Fram doppiò capo Čeljuskin, seconda nave a farlo dopo la Vega di Nordenskiöld nel 1878, entrando nel mare di Laptev.
Dopo che il ghiaccio gli impedì di raggiungere il delta dell'Olenëk, dove un secondo gruppo di cani aspettava di essere imbarcato, la Fram si diresse a nord ed a est verso le isole della Nuova Siberia. La speranza di Nansen era di trovare acqua libera dai ghiacci fino ad 80° di latitudine nord prima di entrare nel pack. Il 20 settembre, però, fu avvistato il ghiaccio alla latitudine di 78°. La Fram seguì la linea del ghiaccio prima di fermarsi in una piccola baia oltre il 78º parallelo. Il 28 settembre divenne chiaro che il ghiaccio non si sarebbe rotto ed i cani furono trasferiti dalla nave ai canili sul ghiaccio. Il 5 ottobre il timone fu sollevato in posizione di sicurezza e la nave, per usare le parole di Scott Hansen, era "ormeggiata molto bene per l'inverno". La posizione era di 78°49′N, 132°53′E.

### Deriva (prima fase)
Il 9 ottobre la Fram ebbe la sua prima esperienza di pressione del ghiaccio. Il progetto di Archer si dimostrò subito vincente quando la nave iniziò a salire e scendere, impedendo al ghiaccio di fare presa sullo scafo. Le prime settimane nel ghiaccio furono deludenti, in quanto la deriva spostava Fram in modo alternato, a volte a nord, a volte a sud; finché il 19 novembre, dopo sei settimane, la Fram si trovava più a sud di quando era stata intrappolata dai ghiacci.

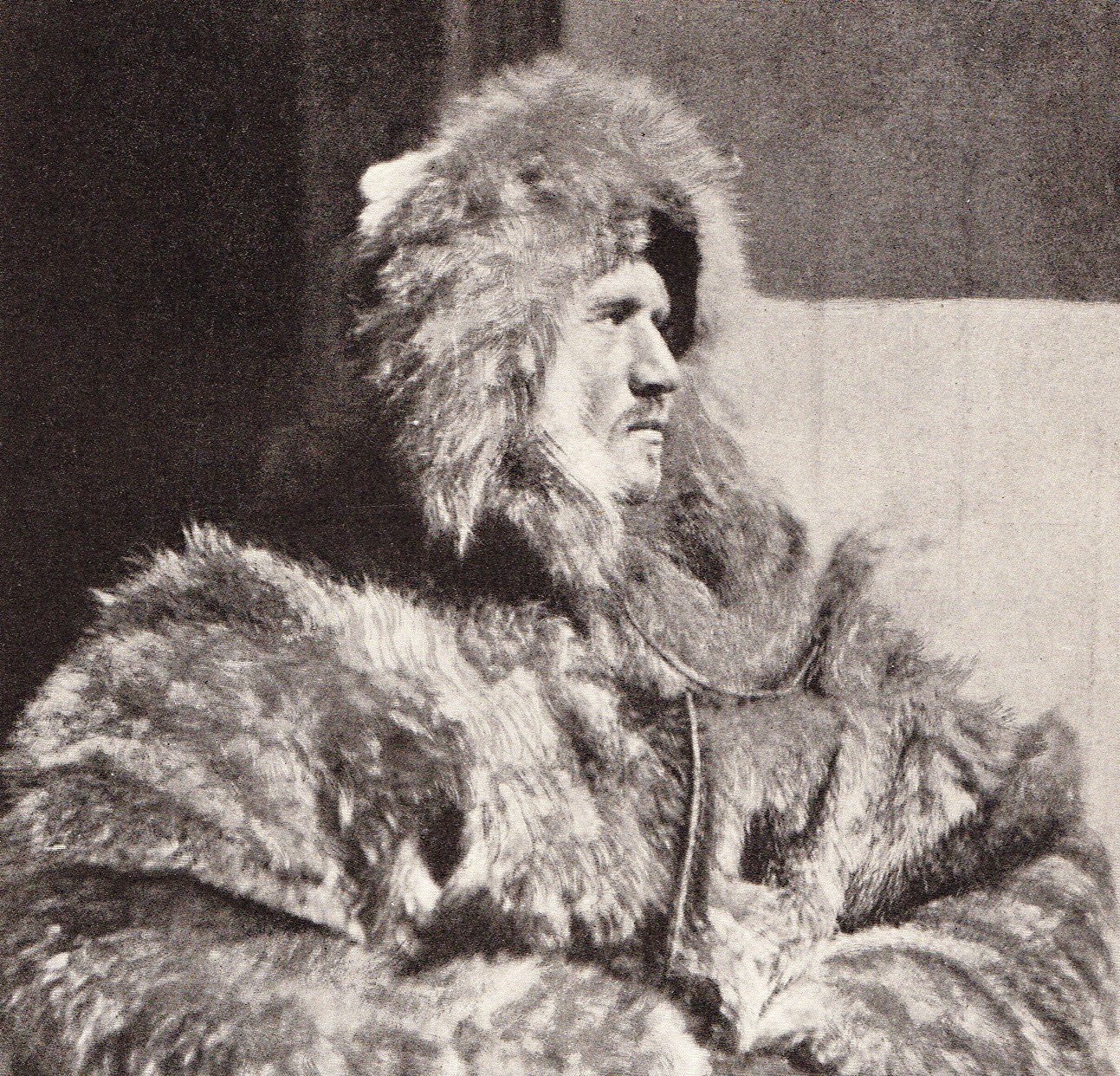
Hjalmar Johansen, fuochista e guidatore di cani della Fram, scelto come compagno da Nansen per l'ultima tappa verso il polo

Dopo la scomparsa del sole il 25 ottobre la nave fu illuminata da lampade elettriche alimentate da un generatore eolico. L'equipaggio iniziò una confortevole routine nella quale noia ed inattività erano i principali nemici. Gli uomini iniziarono ad arrabbiarsi tra loro ed a volte scoppiavano delle risse. Nansen cercò di organizzare un giornale, ma il progetto fallì subito per mancanza di interesse. Vennero svolti piccoli lavori ed effettuate osservazioni scientifiche, ma nulla di urgente. Nansen espresse la propria frustrazione nel proprio diario: "Mi sento in dovere di fermare questo stato di torpore, questa inerzia, e trovare qualche sbocco per le mie energie". E poi: "Non può succedere qualcosa? Non può giungere un uragano e strappare via questo ghiaccio?". Solo con l'arrivo del nuovo anno, nel gennaio 1894, si iniziò a percorrere la rotta verso nord. L'80º parallelo fu superato il 22 marzo.
Basandosi sulla direzione dubbia e sulla lentezza della deriva, Nansen calcolò di aver bisogno di cinque anni per raggiungere il polo. Nel gennaio 1894 discusse con Henriksen e Johansen la possibilità di effettuare un viaggio con i cani dalla Fram al polo, non avendo altri progetti in corso. I primi tentativi di Nansen con i cani furono un completo fallimento, ma perseverò e gradualmente ottenne risultati migliori. Scoprì che la velocità con cui sciava era la stessa tenuta dai cani che trainavano le slitte. Gli uomini avrebbero potuto sciare invece di cavalcare le slitte, per cui i carichi potevano venire aumentati. Questo, secondo lo storico e biografo Roland Huntford, portò ad una rivoluzione nei viaggi polari.

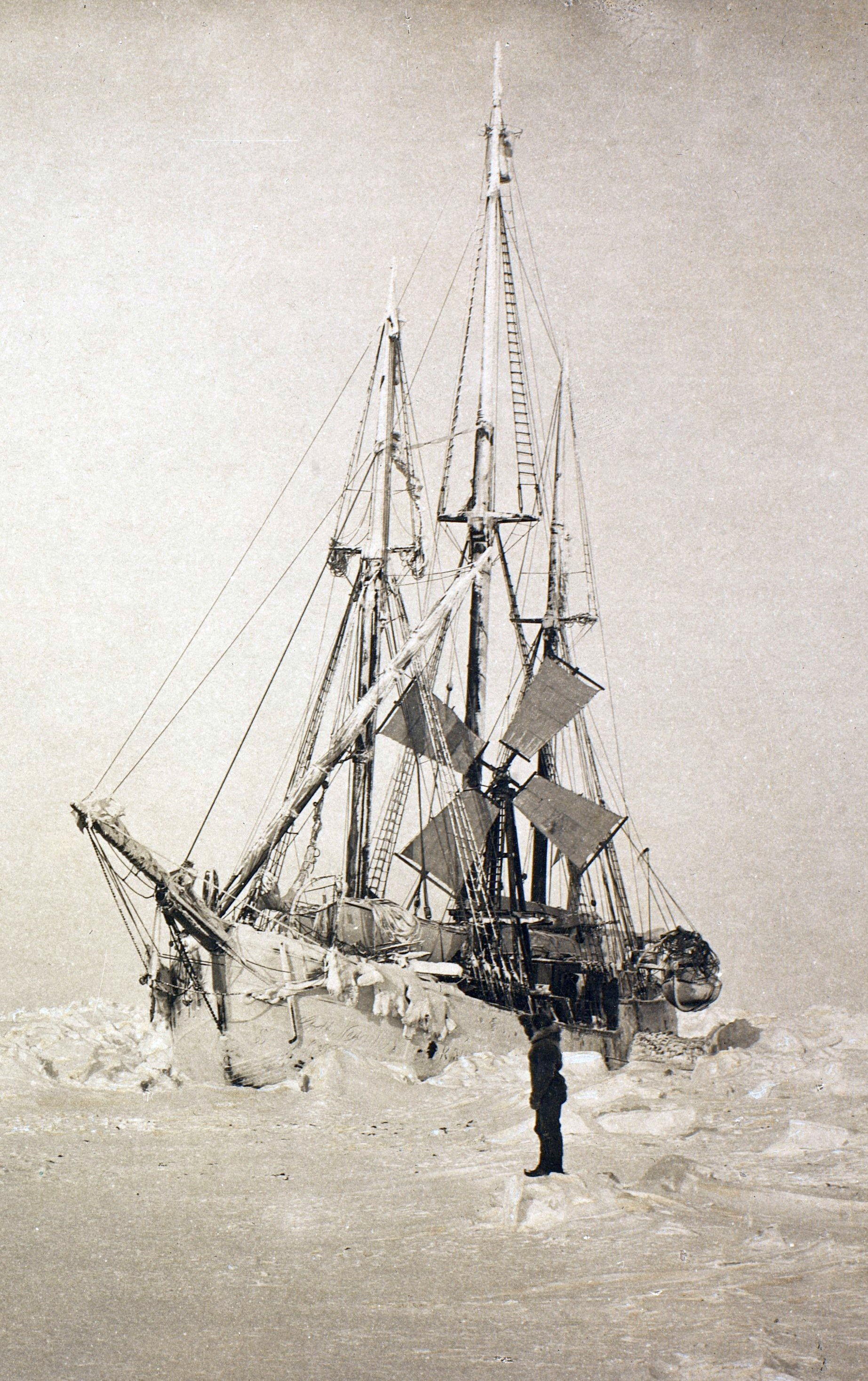
La Fram, bloccata dai ghiacci, nel marzo 1894

Il 19 maggio, due giorni dopo le celebrazioni del Giorno della Costituzione norvegese, la Fram superò l'81º parallelo, dimostrando che la nave stava muovendosi verso nord accelerando leggermente, anche se era ancora attorno a 1.6 km al giorno. Convinto sempre più che il viaggio in slitta non fosse necessario per aggiungere il polo, a settembre Nansen decise che tutti avrebbero praticato lo sci per due ore al giorno. Il 16 novembre rivelò all'equipaggio la sua ultima decisione: lui ed un compagno avrebbero lasciato la nave dirigendosi al polo nel momento in cui avrebbero superato l'83º parallelo. Dopo aver raggiunto il polo, i due si sarebbero diretti alla Terra di Francesco Giuseppe per poi giungere a Spitsbergen dove speravano di trovare una nave che li riportasse a casa. Tre giorni dopo Nansen chiese ad Hjalmar Johansen, il più esperto dell'equipaggio con i cani, di unirsi a lui per il viaggio.
L'equipaggio passò i mesi seguenti preparandosi per l'ultimo tratto verso il polo. Costruirono slitte che avrebbero facilitato un viaggio veloce sul terreno sconnesso e costruirono kayak sul modello di quelli degli Inuit, da usare nell'attraversamento di canali d'acqua. C'era un'enorme quantità di abbigliamento speciale ed altri oggetti utili. Violenti e prolungati tremori iniziarono a scuotere la nave il 3 gennaio 1895, e due giorni dopo l'equipaggio sbarcò, aspettandosi un cedimento della nave. Invece la pressione diminuì e le persone risalirono a bordo riprendendo i preparativi per il viaggio di Nansen. Dopo queste scosse ci si accorse che la Fram aveva superato il Farthest North di Adolphus Greely, allora posto a 83°24'N, e l'8 gennaio fu misurata la latitudine di 83°34′N.

### Marcia verso il polo

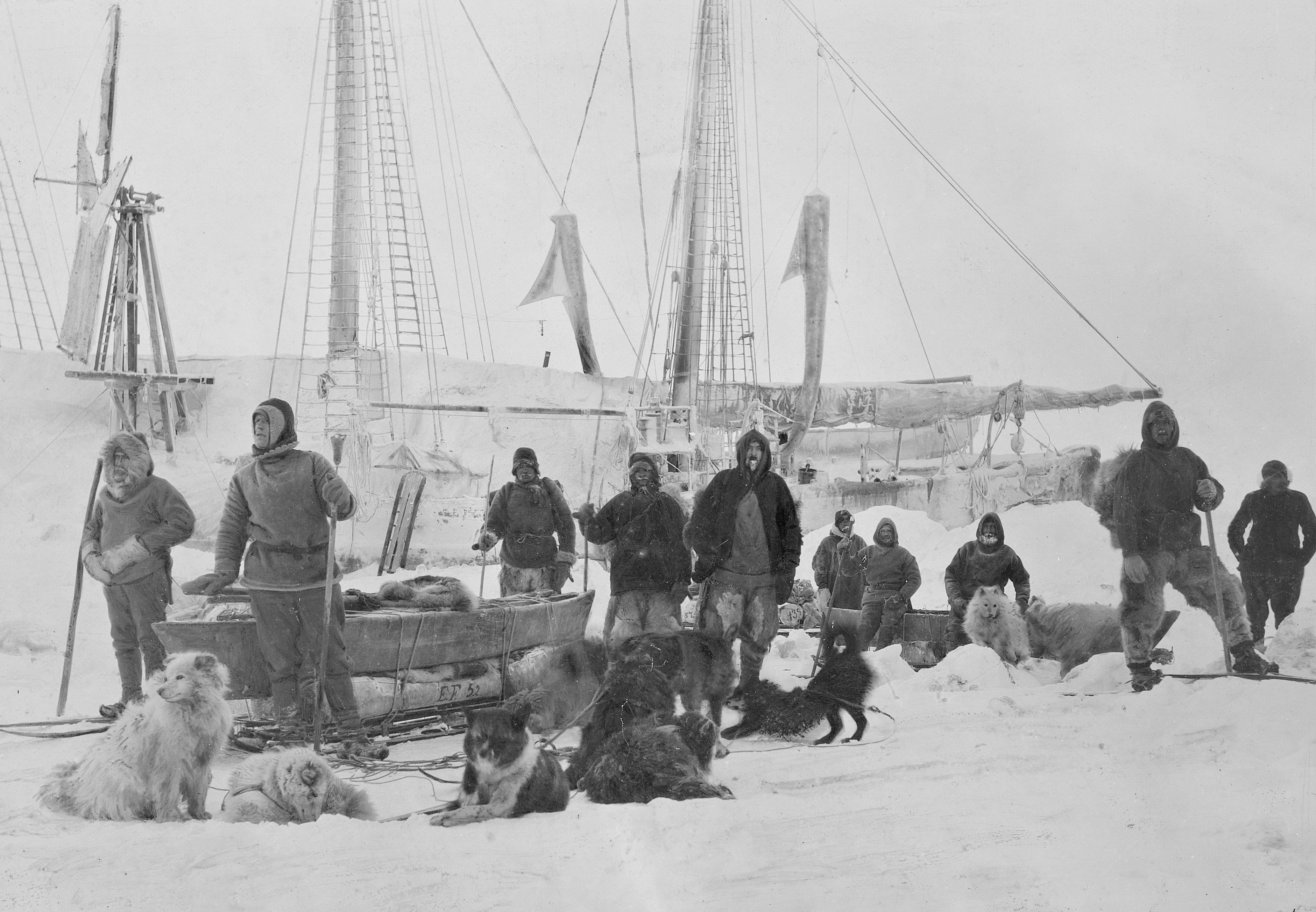
Nansen e Johansen partono finalmente per il loro viaggio polare, 14 marzo 1895. Nansen è la persona più alta, il secondo da sinistra; Johansen è il secondo in piedi da destra

Il 17 febbraio 1895 Nansen scrisse una lettera d'addio alla moglie Eva, scrivendo che se fosse finita male "saprai che la tua immagine sarà l'ultima che avrò visto". Lesse anche tutto quello che poteva sulla Terra di Francesco Giuseppe, la sua destinazione dopo il raggiungimento del polo. L'arcipelago era stato scoperto nel 1873 da Julius von Payer, ed era mappato in modo incompleto. Sembrava che ospitasse una quantità enorme di orsi e foche, e Nansen vi vide un'eccellente fonte di cibo per il proprio ritorno alla civiltà.
Il 14 marzo, con la nave a 84°4′N, la coppia iniziò finalmente la marcia sul polo. Fu il terzo tentativo di abbandonare la nave; il 26 ed il 28 febbraio danni alla slitta li avevano obbligati a fare ritorno dopo poco. Dopo questi contrattempi Nansen riesaminò la propria attrezzatura, minimizzò il materiale da viaggio, ricalcolò i pesi e ridusse il convoglio a tre slitte, prima di dare l'ordine di una nuova partenza. Un gruppo di sostegno accompagnò la coppia condividendone il campo per la prima notte. Il giorno dopo Nansen e Johansen sciarono da soli.
Inizialmente la coppia viaggiò prevalentemente su campi innevati pianeggianti. Nansen aveva previsto 50 giorni per coprire i 660 km che lo dividevano dal polo, con una media di 13 km al giorno. Il 22 marzo un'osservazione al sestante dimostrò che la coppia aveva viaggiato per 120 km, con una media di 17 km al giorno. Il risultato era stato ottenuto nonostante le bassissime temperature, solitamente attorno ai -40 °C, ed i piccoli problemi tra cui la perdita del misuratore di distanze da slitta. Quando la superficie divenne più dissestata rendendo la sciata più difficoltosa, la velocità diminuì. Una lettura al sestante il 29 marzo riportò un latitudine di 85°56′N, ovvero un avanzamento in una settimana di 87 km verso il polo, ma anche che la media giornaliera stava crollando. Più preoccupante fu quello stesso giorno una lettura al teodolite che riportava una latitudine di soli 85°15′N, senza aver modo di capire quale delle due misurazioni fosse corretta. Capirono di star combattendo una deriva meridionale, e che la distanza percorsa non equivaleva necessariamente allo spostamento verso nord. Il diario di Johansen ne dimostra la perdita di fiducia: "Le mie dita sono tutte distrutte. Tutti i guanti sono congelati... Diventa sempre peggio e peggio... Solo Dio sa cosa ci accadrà".

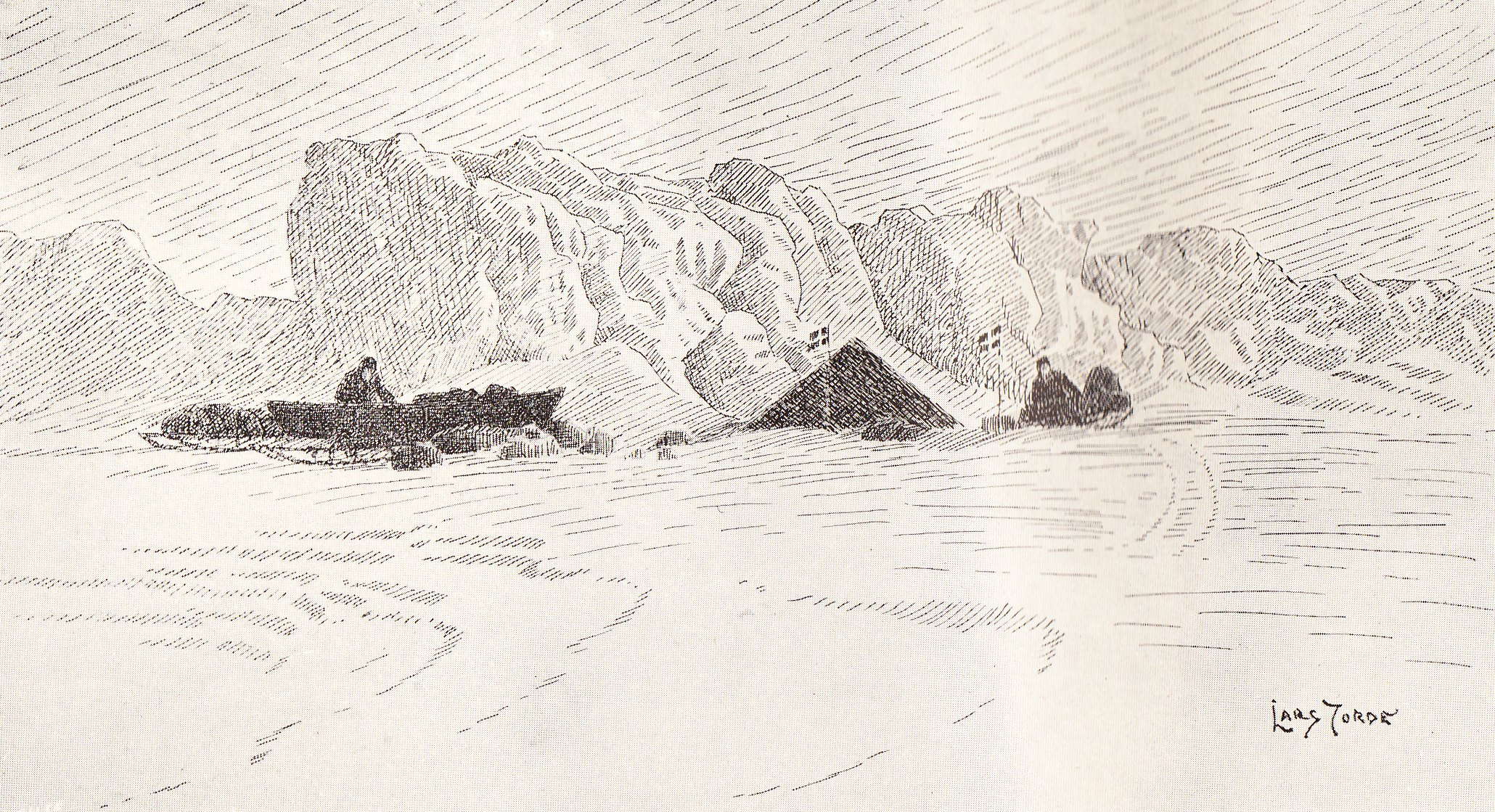
Disegno di Lars Jorde (1865-1939) basato su una fotografia raffigurante il campo più settentrionale di Nansen e Johansen, a 86°13.6′N il 7 aprile 1895

Il 3 aprile, dopo giorni di viaggio difficoltoso, Nansen iniziò a chiedersi se il polo non fosse, dopotutto, fuori portata. A meno di miglioramenti della superficie, il cibo non li avrebbe condotti fino al polo e poi fino alla Terra di Francesco Giuseppe. Il giorno dopo calcolarono la propria posizione in uno sconfortante 86°3'; Nansen scrisse nel proprio diario che: "Mi sono convinto sempre più che dovremmo girare fare ritorno del tempo". Dopo essersi accampato il 7 aprile, Nansen esplorò quello che li aspettava con racchette da neve cercando una pianura più avanti, ma vide solo "un vero e proprio caos di blocchi di ghiaccio che si estende fino all'orizzonte". Decise che non avrebbero proseguito verso nord, e si diresse a capo Fligeli nella Terra di Francesco Giuseppe. Nansen registrò la latitudine del loro ultimo campo a 86°13.6′N, quasi tre gradi (314 km) oltre il precedente Farthest North di Greely.

### Ritorno alla Terra di Francesco Giuseppe
Il cambio di direzione verso sudovest migliorò le condizioni di viaggio, probabilmente per il fatto che il tragitto era parallelo alle linee di disturbo nel ghiaccio piuttosto che perpendicolari. I progressi furono rapidi: "Se continuiamo così", scrisse Nansen il 13 aprile, "il viaggio di ritorno sarà più veloce del previsto". Il diario, per quello stesso giorno, annota un problema: gli orologi di entrambi gli uomini si fermarono. Nonostante il commento di Nansen fosse tranquillo, l'incidente fu potenzialmente disastroso. Senza l'ora precisa non erano in grado di calcolare la longitudine e quindi di mantenere la rotta corretta verso la Terra di Francesco Giuseppe. Fecero ripartire gli orologi sulla base dell'intuizione di Nansen secondo il quale si trovavano a 86°E di longitudine, ma la coppia non fu più sicura di dove si trovasse. Se fossero stati più ad ovest di quanto ipotizzato da Nansen avrebbero potuto mancare la Terra di Francesco Giuseppe dirigendosi verso l'Atlantico.
La direzione della deriva riprese verso nord, ostacolando il progresso della coppia. Il 18 aprile, dopo 11 giorni di viaggio dal Farthest North, si erano spostati a sud di soli 74 km. Iniziarono a trovare terreno sempre più rovinato, con ampi specchi d'acqua. Attorno al 20 aprile furono felici di vedere un grosso pezzo di legno attaccato a un lastrone, il primo oggetto del mondo esterno che vedevano da quando la Fram era stata imprigionata dai ghiacci. Johansen vi incise le sue iniziali e quelle di Nansen, con latitudine e data. Uno o due giorni dopo trovarono le tracce di una volpe artica, prime tracce di una creatura vivente a parte i cani da quando avevano lasciato la Fram. Ben presto altre tracce, e Nansen iniziò a credere che la terra potesse essere vicina.

Mappa della Terra di Francesco Giuseppe raffigurante la rotta di Nansen e Johansen attraverso le isole, da agosto 1895 a giugno 1896

La latitudine calcolata il 9 maggio, 84°3′N, era sconfortante. Nansen sperava di trovarsi più a sud. Sempre a maggio iniziarono a trovare tracce di orsi, ed alla fine del mese era pieno di segni di foche, gabbiani e balene. Secondo i calcoli di Nansen avevano raggiunto i 82°21′N il 31 maggio, a soli 93 km da capo Fligeli se la stima della longitudine era corretta. A causa della maggiore temperatura il ghiaccio iniziava a sciogliersi, rendendo più difficile il viaggio. A partire dal 24 aprile i cani furono uccisi ad intervalli regolari per sfamare gli altri, ed all'inizio di giugno solo 7 degli originali 28 erano ancora in vita. Il 21 giugno la coppia abbandonò tutto l'equipaggiamento e le provviste non necessarie, scegliendo di viaggiare leggeri e vivere grazie a foche ed uccelli. Dopo un giorno di viaggio decisero di riposare su un banco di ghiaccio, impermeabilizzare i kayak e riprendere le forze per l'ultima tappa del viaggio. Rimasero accampati sul lastrone per un intero mese.
Il 23 luglio, il giorno dopo aver abbandonato il campo, Nansen ebbe il primo indiscutibile assaggio di terra. Scrisse: "Infine giunse la meraviglia—terra, terra, e dopo che avevamo quasi rinunciato a crederci!". Nei giorni seguenti i due lottarono per avvicinarsi a questa terra, la cui distanza non sembrava diminuire nonostante alla fine di luglio potessero sentire i suoni distanti delle onde che si infrangevano. Il 4 agosto sopravvissero all'attacco di un orso polare; due giorni dopo raggiunsero il bordo del ghiaccio, e solo l'acqua li separava dalla terra. Il 6 agosto spararono agli ultimi due cani samoiedi, un maschio di nome Kaifas ed una femmina di nome Suggen, trasformarono i kayak in un catamarano legando tra loro slitte e sci ed eressero una vela.
Nansen chiamò questa terra "Hvidtenland" ("Isola Bianca"). Dopo aver creato un accampamento su una duna di ghiaccio risalirono un pendio e guardarono oltre. Fu chiaro che si trovavano in un arcipelago, ma quello che videro non aveva niente a che fare con l'incompleta mappa della Terra di Francesco Giuseppe a loro disposizione. Poterono solo proseguire verso sud nella speranza di trovare un punto da identificare con sicurezza. Il 16 agosto Nansen cercò di identificare un promontorio come capo Felder, segnato sulle mappe di Payer come costa occidentale della Terra di Francesco Giuseppe. L'obiettivo di Nansen era ora quello di raggiungere una capanna ed i rifornimenti che aveva lasciato durante una precedente spedizione in un luogo noto come porto Eira, all'estremità meridionale delle isole. I venti contrari ed il ghiaccio sottile resero pericoloso qualsiasi avanzamento ed il 28 agosto Nansen decise che, con un altro inverno polare in arrivo, avrebbero dovuto accamparsi ed attendere la primavera successiva.

### Arrivo a Capo Flora

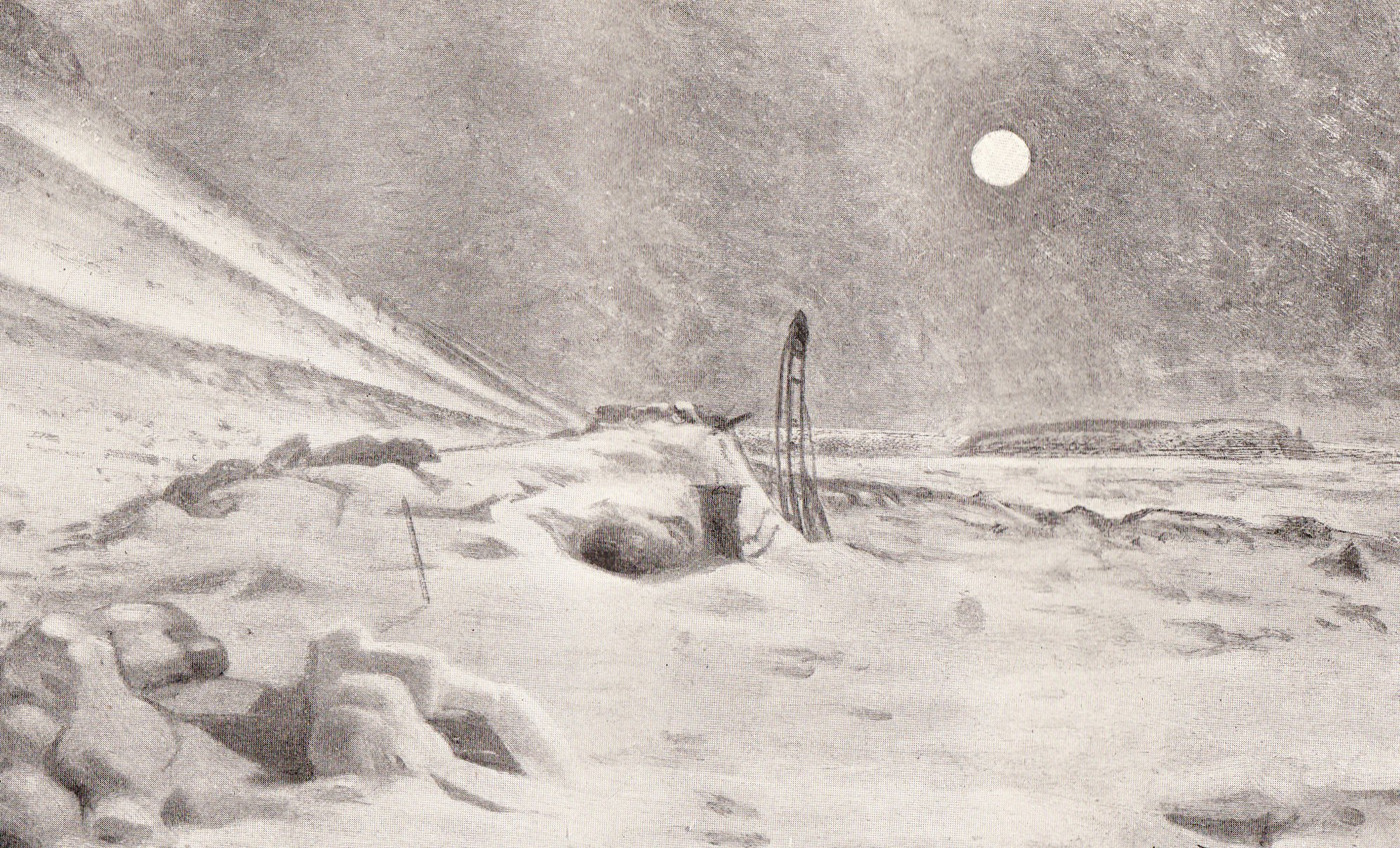
La capanna nelle Terra di Francesco Giuseppe, coperta di neve, in cui Nansen e Johansen passarono l'inverno del 1895–1896. Disegno basato su una fotografia di Nansen

Come base per l'inverno Nansen e Johansen trovarono una spiaggia in una baia protetta su quella che oggi è l'isola di Jackson, ricca di pietre e muschio come materiali da costruzione. Scavarono un buco profondo un metro, eressero mura tutto attorno utilizzando piccole pietre e tesero pelli di tricheco sulla sommità per formare il tetto. Fu improvvisato un camino utilizzando neve e ossa di tricheco. Questo rifugio, che chiamarono "Il Buco", fu completato il 28 settembre e sarebbe stata la loro casa per i successivi otto mesi. La situazione era scomoda, ma le loro vite non erano a rischio; c'erano molti orsi, trichechi e foche per riempire la dispensa. Il principale nemico era la noia; per passare il tempo si ridussero a leggere continuamente l'almanacco della navigazione di Nansen e le tavole di navigazione alla luce della loro lampada a grasso.
A Natale festeggiarono con cioccolato e pane presi dalle razioni delle slitte. A capodanno Johansen scrisse che Nansen iniziò a chiamarlo in modo informale, avendo fino ad allora usato i nomi di "Mister Johansen" o "Professor Nansen". Nel nuovo anno si prepararono nuovi vestiti con un sacco a pelo, pronti a riprendere il viaggio con l'arrivo della bella stagione. Il 19 maggio 1896, dopo settimane di preparativi, erano pronti a partire. Nansen lasciò una nota nella capanna per informare un eventuale ricercatore: "Ci dirigiamo a sudovest, lungo la terra, per attraversare fino a Spitsbergen".
Per oltre due settimane seguirono la costa verso sud. Niente di quello che videro coincideva con la rudimentale mappa della Terra di Francesco Giuseppe che avevano, e Nansen ipotizzò di trovarsi in terre non mappate tra la Terra di Francesco Giuseppe e Spitsbergen. Il 4 giugno un cambiamento delle condizioni climatiche gli permise di mettere in acqua i kayak per la prima volta dopo l'inverno. Una settimana dopo Nansen fu costretto a tuffarsi nelle acque ghiacciate per salvare i kayak che, ancora legati tra loro, stavano andando alla deriva essendo stati ormeggiati con poca cura. Riuscì a raggiungere l'imbarcazione e, a fatica, a salirvi a bordo. Nonostante le sue condizioni di quasi congelamento, sparò e colpì due guillemot mentre faceva ritorno a riva.

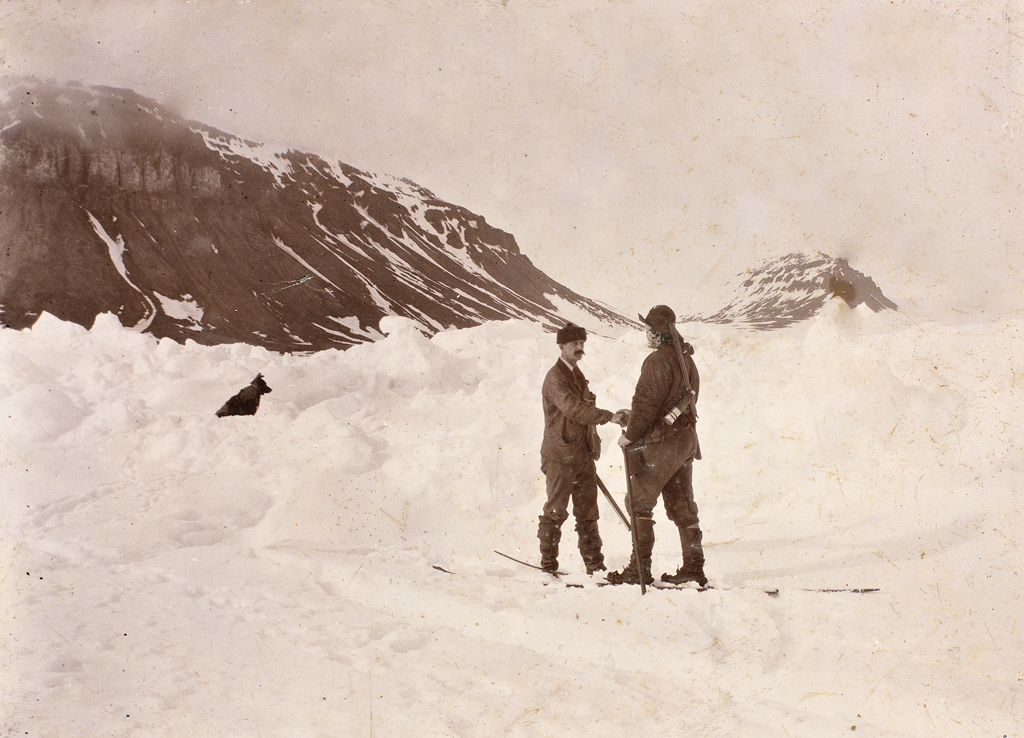
Incontro Nansen–Jackson a Capo Flora, 17 giugno 1896 (fotografia in posa scattata ore dopo il vero incontro)

Il 13 giugno alcuni trichechi attaccarono e danneggiarono i kayak, provocando una nuova sosta per le riparazioni. Il 17 giugno, mentre si preparavano a ripartire, a Nansen sembrò di aver sentito abbaiare un cane ed andò a controllare. Sentì delle voci e pochi minuti dopo incontrò un essere umano. Si trattava di Frederick Jackson, il quale aveva organizzato una propria spedizione nella Terra di Francesco Giuseppe dopo essere stato rifiutato da Nansen, ed aveva stabilito la propria base a capo Flora sull'isola di Northbrook, la più meridionale dell'arcipelago. Secondo il racconto di Jackson la sua prima reazione all'incontro fu di pensare di trovarsi di fronte ad un naufrago, forse della nave di supporto Windward che avrebbe dovuto giungere quell'estate. Avvicinandosi Jackson vide "un uomo alto, che indossava un approssimativo morbido cappello di feltro, vestiti larghi e con capelli e barba lunghi, tutto coperto di grasso nero". Dopo un imbarazzante momento di esitazione, Jackson riconobbe il proprio ospite: "Voi siete Nansen, giusto?", e ricevette in risposta "Si, io sono Nansen".
Johansen fu tratto in salvo ed i due furono portati alla base di capo Flora, dove posarono per le fotografie (in una raffigurarono l'incontro tra Jackson e Nansen) prima di tagliare barba e capelli. Entrambi sembravano in buone condizioni nonostante il loro calvario; Nansen aveva accumulato 9.5 kg dall'inizio della spedizione mentre Johansen era aumentato di 5.9 kg. In onore del proprio salvatore, Nansen chiamò l'isola sulla quale avevano passato l'inverno "isola di Frederick Jackson". Nelle successive sei settimane Nansen dovette solo attendere l'arrivo della Windward, temendo di dover passare l'inverno a capo Flora, dispiacendosi per non aver proseguito per Spitsbergen. Johansen scrisse nel proprio diario che il carattere di Nansen era cambiato, e non era più quello prepotente della Fram, diventando sommesso e gentile, sicuro che non avrebbe mai più intrapreso un simile viaggio. Il 26 luglio giunse finalmente la Windward; il 7 agosto, con a bordo Nansen e Johansen, salpò verso sud ed il 13 agosto raggiunse Vardø. Furono mandati dei telegrammi per informare il mondo del ritorno di Nansen.

### Deriva (seconda fase)

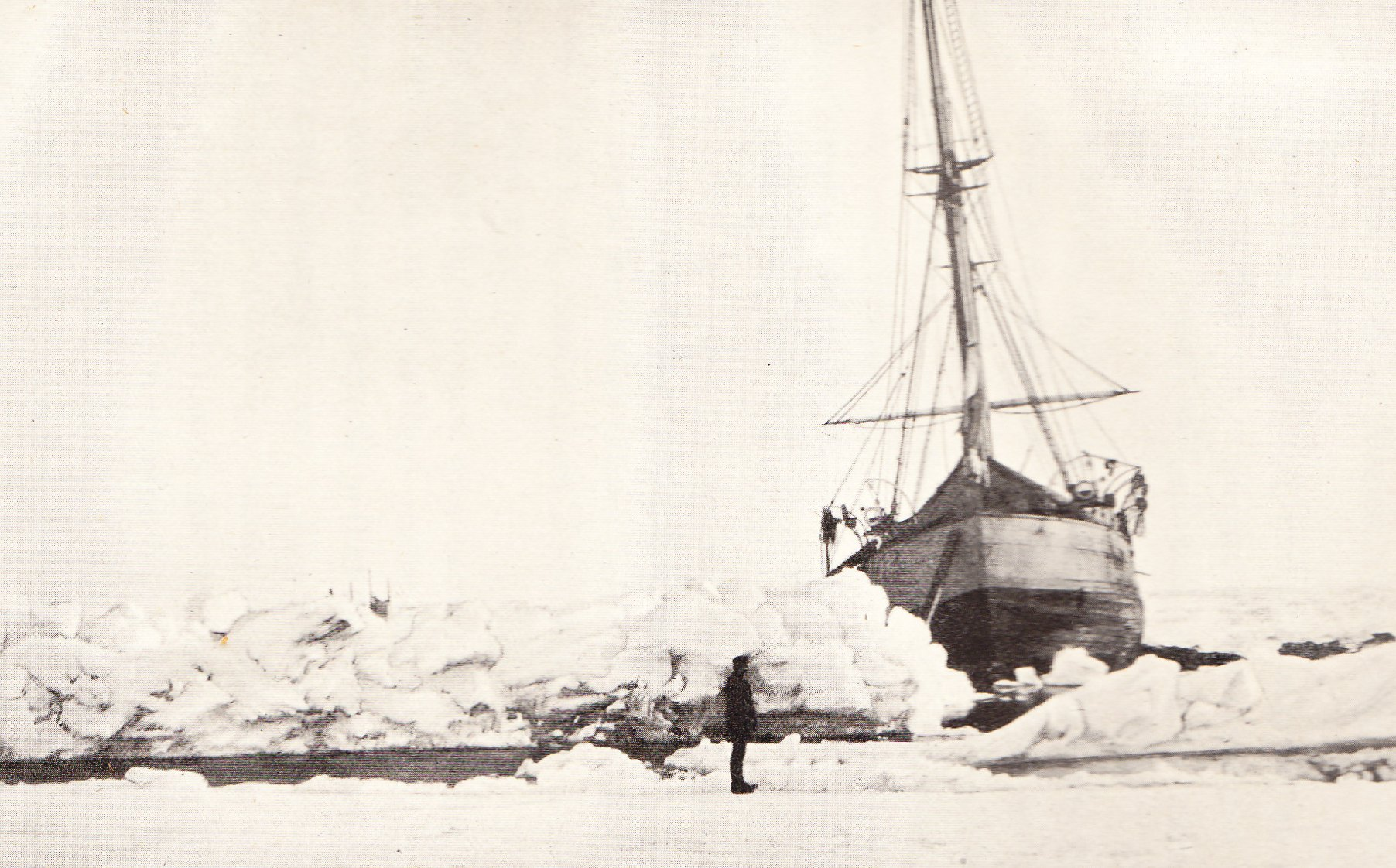
Un canale si apre davanti alla Fram, maggio 1896

Prima di lasciare la Fram Nansen nominò Sverdrup a capo del resto della spedizione, con l'ordine di proseguire la deriva verso l'oceano Atlantico a meno che le circostanze richiedessero l'abbandono della nave ed il proseguimento via terra. Nansen lasciò precise istruzioni circa il lavoro scientifico, soprattutto la sonda della profondità oceanica ed i test di spessore del ghiaccio. Terminò con: "Che possiamo rincontrarci in Norvegia, a bordo di questo vascello o senza di lui".
Il principale incarico di Sverdrup fu quello di tenere occupato l'equipaggio. Ordinò una pulizia di primavera completa ed organizzò un gruppo per rompere parte del ghiaccio che minacciava di destabilizzare la nave. Nonostante non ci fosse pericolo immediato per la Fram, Sverdrup supervisionò la riparazione e la revisione delle slitte, oltre all'organizzazione delle provviste che sarebbero state necessarie in caso di abbandono della nave e prosecuzione via terra. Con l'arrivo della bella stagione nell'estate del 1895, Sverdrup riprese l'allenamento con gli sci. Tra tutte queste attività proseguì un completo programma di attività meteorologiche, magnetiche ed oceanografiche con Scott Hansen; la Fram era diventata un laboratorio oceanografico, meteorologico e biologico itinerante.
Col proseguimento della deriva l'oceano divenne più profondo; lo scandaglio riportò in sequenza le profondità di 1800, 2700 e 3657 metri, una progressione che indicava l'assenza di terre vicine non ancora scoperte. Il 15 novembre 1895 la Fram raggiunse la latitudine di 85°55′N, soli 35 km sotto il Farthest North di Nansen. A partire da questo punto la deriva fu generalmente verso sud e verso ovest, anche se il progresso fu per lunghi periodi impercettibile. Inattività e noia portarono ad un aumento nel consumo di alcolici; Scott Hansen scrisse che Natale e Capodanno furono trascorsi "col solito punch caldo e la conseguente sbornia", sottolineando che era "sempre più disgustato dall'ubriachezza". A metà marzo 1896 si trovavano a 84°25′N 12°50′E, ovvero a nord di Spitsbergen. Il 13 giugno si aprì un canale d'acqua e, per la prima volta negli ultimi tre anni, la Fram divenne una nave viva. Fu solo dopo altri due mesi, il 13 agosto 1896, che trovò acque aperte e, salutato da un colpo di cannone, abbandonò il ghiaccio. Uscì dal ghiaccio poco a nordovest di Spitsbergen, vicino al punto previsto da Nansen, dimostrando che lui aveva ragione e che i suoi detrattori si sbagliavano. Quello stesso giorno fu avvistata una nave, la Søstrone, una nave per la caccia alla foca proveniente da Tromsø. Sverdrup si accostò a remi per avere notizie e seppe che non c'erano notizie di Nansen. La Fram sostò per breve tempo a Spitsbergen, dove l'esploratore svedese Salomon August Andrée stava preparando il volo in pallone aerostatico col quale sperava di raggiungere il polo. Poco dopo Sverdrup ed il suo equipaggio ripresero il viaggio verso sud fino in Norvegia.

## Riunione

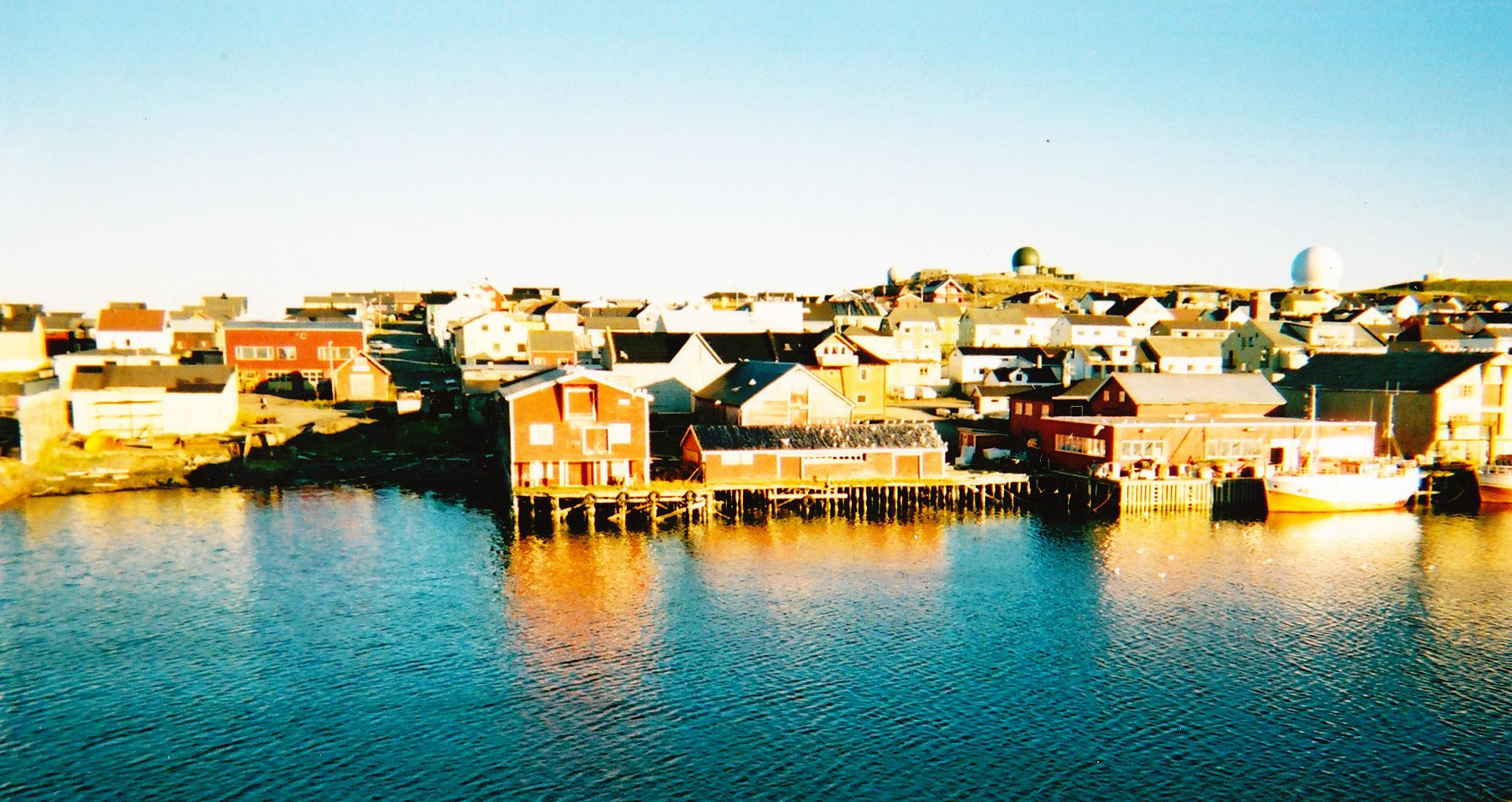
Il porto di Vardø in Norvegia settentrionale, dove Nansen e Johansen rimisero piede sul suolo norvegese il 13 agosto 1896

Durante la spedizione erano circolate voci secondo le quali Nansen aveva raggiunto il polo nord, la prima delle quali apparve nell'aprile del 1894 sul giornale francese Le Figaro. A settembre 1895 Eva Nansen fu informata della scoperta del messaggio firmato da Nansen, "mandato dal polo nord". Nel febbraio 1896 The New York Times emise un dispaccio da Irkutsk, in Siberia, da parte di un ipotetico agente di Nansen, secondo cui Nansen avrebbe raggiunto il polo nord e vi avrebbe trovato della terra. Charles P. Daly dell'American Geographical Society la definì "notizia sorprendente" che, "se vera, sarebbe la più importante scoperta da molti anni a questa parte".
Gli esperti erano scettici riguardo a tutte queste notizie, e l'arrivo di Nansen a Vardø mise subito fine alle voci. A Vardø lui e Johansen furono accolti dal professor Mohn, ideatore della teoria della deriva polare, il quale si trovava in città per caso. I due attesero la nave settimanale della posta per proseguire verso sud ed il 18 agosto giunsero a Hammerfest accolti da una folla entusiasta. La mancanza di notizie circa la Fram metteva in ansia Nansen, ma il 20 agosto seppe che Sverdrup aveva riportato la nave al piccolo porto di Skjervøy a sud di Hammerfest e che era ripartita per Tromsø. Il giorno dopo Nansen e Johansen salparono per Tromsø riunendosi ai propri compagni.
Dopo giorni di festa e la nave ripartì da Tromsø il 26 agosto. Il viaggio verso sud fu una processione trionfale, con feste in ogni porto. La Fram giunse infine a Christiania il 9 settembre scortata nel porto da uno squadrone di navi da guerra ed accolta da migliaia di cittadini secondo Huntford. Nansen ed il suo equipaggio furono ricevuti da re Oscar; mentre si recavano al ricevimento passarono attraverso un arco di trionfo formato da 200 ginnasti. Nansen e la sua famiglia soggiornarono nel palazzo come ospiti d'onore del re. Invece Johansen rimase in disparte, in gran parte trascurato, e scrisse che "la realtà, dopotutto, non è così meravigliosa come mi appariva durante la dura esperienza".

## Risultati e conseguenze

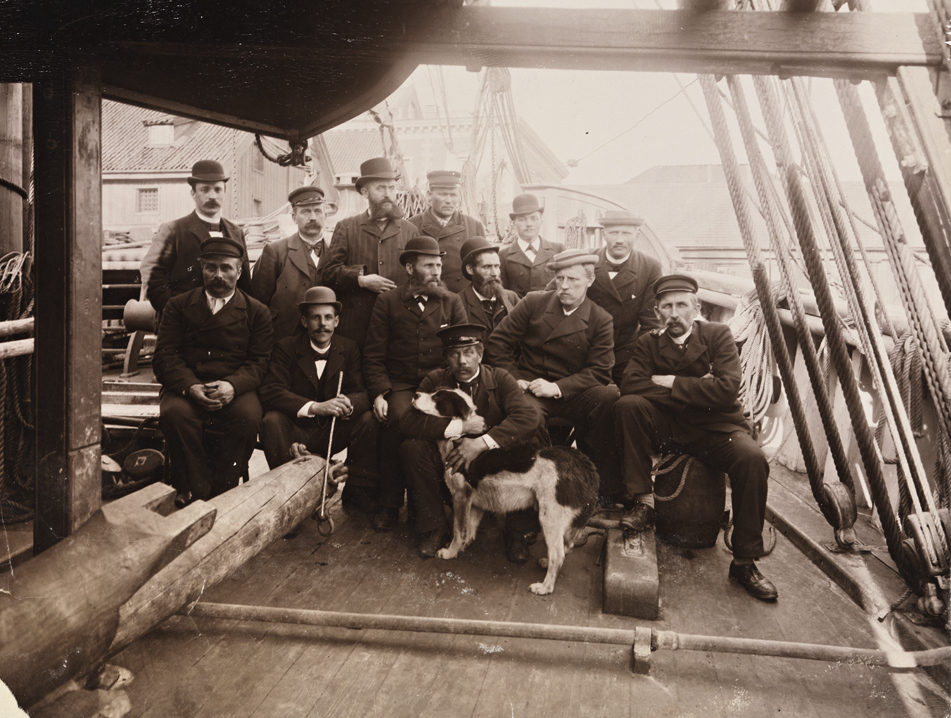
Membri della spedizione dopo il ritorno della Fram a Christiania nell'agosto 1896. In piedi, da sinistra a destra: Blessing, Nordhal, Mogstad, Henriksen, Pettersen, Johansen. Seduti: Bentzen, Scott Hansen, Sverdrup, Amundsen (con il cane), Jacobsen, Nansen, Juell

L'approccio tradizionale all'esplorazione artica si basava su ampie forze, col presupposto che le tecniche europee si potessero utilizzare con successo nell'ostile clima polare. Nel corso degli anni questa strategia ebbe poco successo e portò a pesanti perdite di uomini e navi. Per contrasto, il metodo di Nansen di utilizzare piccoli equipaggi addestrati, sfruttando l'esperienza Inuit e Sami in questo campo, permise di completare la spedizione senza nessun morto e senza grossi problemi.
Nonostante non sia riuscito a raggiungere il polo nord come previsto, la spedizione effettuò importanti scoperte geografiche e scientifiche. Clements Markham, presidente della Royal Geographical Society, dichiarò che la spedizione aveva risolto "l'intero problema della geografia artica". Si seppe che il polo non si trovava sulla terra, né su una calotta di ghiaccio permanente, ma era alla deriva sul pack. Il Mar Glaciale Artico era un bacino profondo, senza importanti masse di terra a nord del continente eurasiatico. Qualsiasi grosso appezzamento di terra avrebbe impedito il libero movimento del ghiaccio. Nansen aveva dimostrato la veridicità della teoria della deriva polare; inoltre, aveva notato la presenza della forza di Coriolis che spingeva il ghiaccio a destra della direzione del vento, a causa della rotazione terrestre. Questa scoperta sarebbe poi stata studiata dal pupillo di Nansen, Vagn Walfrid Ekman, che in seguito divenne il più importante oceanografo del suo tempo. Grazie al suo programma di osservazioni scientifiche la spedizione ottenne le prime informazioni oceanografiche dettagliate della zona. In seguito i dati scientifici raccolti durante il viaggio della Fram avrebbero portato alla stesura di un'opera in sei volumi.
Per tutta la spedizione Nansen proseguì gli esperimenti con equipaggiamento e tecniche, modificando sci e slitte e studiando vari tipi di indumenti, tende e materiale da cucina, rivoluzionando così le esplorazioni artiche. Nell'era dell'esplorazione polare che seguì al suo ritorno, gli esploratori usarono metodologie ed equipaggiamenti di Nansen. Secondo Huntford, l'eroe del polo sud Amundsen, Scott e Ernest Henry Shackleton furono tutti accoliti di Nansen.
Lo status di Nansen non fu mai messo seriamente in discussione, nonostante non abbia evitato le critiche. L'esploratore statunitense Robert Edwin Peary si chiese perché Nansen non sia ritornato alla nave quando il suo viaggio in slitta si bloccò dopo sole tre settimane. "Si vergognava di tornare così presto o ci fu una lite... o si diresse alla Terra di Francesco Giuseppe per motivi sensazionalistici o d'affari?". Adolphus Greely, che aveva inizialmente definito irrealizzabile l'impresa, ammise di essersi sbagliato ma pose l'attenzione su "l'unica macchia", la decisione di Nansen di abbandonare i compagni a centinaia di chilometri dalla terra. "È incomprensibile", scrisse Greely, "come Nansen abbia rinunciato al sacro dovere del comandante di una spedizione navale". La reputazione di Nansen non ne fu comunque intaccata; cento anni dopo la spedizione l'esploratore britannico Wally Herbert definì il viaggio della Fram "uno degli esempi più ispiratori di coraggiosa intelligenza nella storia dell'esplorazione".
Il viaggio della Fram fu l'ultima spedizione di Nansen. Fu nominato professore ricercatore dell'università di Christiania nel 1897 e professore di oceanografia nel 1908. Divenne ricco grazie alla pubblicazione del racconto del suo viaggio. Alla fine della sua carriera prestò servizio per il neonato regno indipendente di Norvegia e gli fu assegnato il premio Nobel per la pace nel 1922, come riconoscimento per il lavoro svolto per conto dei rifugiati. Hjalmar Johansen non tornò mai alla vita normale. Dopo anni di sfascio, debiti ed alcolismo gli fu concessa l'opportunità, grazie all'influenza di Nansen, di unirsi alla spedizione di Roald Amundsen al polo sud nel 1910. Johansen litigò violentemente con Amundsen presso il campo base della spedizione e fu estromesso dal gruppo che effettuò il viaggio. Si suicidò entro un anno dal suo ritorno dall'Antartide. Otto Sverdrup rimase capitano della Fram e nel 1898 guidò la nave, con un nuovo equipaggio, nell'artico canadese per un'esplorazione di quattro anni. Nei suoi ultimi anni Sverdrup aiutò a recuperare fondi per permettere il restauro della nave ed il suo trasferimento in un museo permanente. Morì nel novembre 1930, sette mesi dopo Nansen.
Il Farthest North di Nansen durò per soli cinque anni. Il 24 aprile 1900 un gruppo di tre italiani guidati da Luigi Amedeo raggiunse 86°34′N, dopo essere partito dalla Terra di Francesco Giuseppe con cani e slitte l'11 marzo. La spedizione fece ritorno a fatica; uno dei gruppi di supporto composto da tre uomini scomparve.